# الوسبین
الوسبین (به سوئدی: Älvsbyn) یک منطقهٔ مسکونی در سوئد است که در بخش الوسبین واقع شده‌است. الوسبین ۶٫۳۵ کیلومتر مربع مساحت و ۴٬۹۶۷ نفر جمعیت دارد.